# Manangi, Sira
Manangi là một làng thuộc tehsil Sira, huyện Tumkur, bang Karnataka, Ấn Độ.